# 제10회 DMZ국제다큐영화제
제10회 DMZ국제다큐영화제는 2018년 9월 13일에 열린 시상식이다.

## 수상 및 후보

### 국제경쟁 - 흰기러기상
- 자화상: 47km 너머의 스핑크스 - 장멩치 수상

### 국제경쟁 - 심사위원 특별상
- 늑대와 일곱 아이들 - 엘레나 구트키나 외 1명 수상

### 국제경쟁 - 심사위원 특별언급
- 알레포 함락 - 니잠 나자르 수상
- 타인의 침묵 - 알무데나 카라세도 외 1명 수상

### 아시아경쟁 - 아시아 시선상
- 싱크홀 가족 - 야오 주뱌오 수상

### 아시아경쟁 - 심사위원 특별언급
- 즐거운 나의 집 - 이세 신이치 수상

### 한국경쟁 - 최우수한국다큐멘터리상
- 공사의 희로애락 - 장윤미 수상

### 한국경쟁 - 심사위원 특별상
- 야광 - 임철민 수상

### 한국경쟁 - 심사위원 특별언급
- 로그북 - 복진오 수상

### 청소년 경쟁 - 최우수상
- 노는 게 제일 좋아 - 김수현 수상

### 청소년 경쟁 - 우수상
- 철야 - 금정윤 수상

### 특별상 - 용감한 기러기상
- 엘리펀트 보이 - 박환성 수상

### 특별상 - 아름다운 기러기상
- 그루잠 - 류형석 수상

### 특별상 - 젊은 기러기상
- 동물, 원 - 왕민철 수상

### 특별상 - 관객상
- 그루잠 - 류형석 수상

### 국제경쟁
- 먼지가 되어 - 야쿱 라데
- 서부전선: 프랭크를 찾아서 - 롤랜드 에드자드
- 알레포 함락 - 니잠 나자르
- 바빌로니아, 내 사랑 - 피에르파올로 베르데키
- 아름다운 것을 기억하며 - 조르조 페레로 외 1명
- 여자들의 법정 - 스테파니 왕-브레알
- 고스트 타운 - 프레드릭 쇨베르
- 굿바이 포멜로 - 트란 푸옹 타오 외 1명
- 녹 - 신나리
- 자화상: 47km 너머의 스핑크스 - 장멩치
- 타인의 침묵 - 알무데나 카라세도 외 1명
- 웰컴 투 소돔 - 플로리안 위건세이머 외 1명
- 늑대와 일곱 아이들 - 엘레나 구트키나 외 1명

### 한국경쟁
- 건설의 벽 - 조기현
- 물의 도시 - 박소현
- 유령을 기다리며 - 권은비
- 12 하고 24 - 김남석
- 그루잠 - 류형석
- 얼굴, 그 맞은편 - 이선희
- 야광 - 임철민
- 로그북 - 복진오
- 공사의 희로애락 - 장윤미

### 아시아경쟁
- 히잡을 두르고 - 주히 바트
- 사라 - 하디 샤리아티
- 혐오의 시대 - PJ 라밸
- 싱크홀 가족 - 야오 주뱌오
- 죽음의 그림자는 땅속에 드리우고 - 팜 투 항
- 즐거운 나의 집 - 이세 신이치
- 우산혁명이 끝난 후 - 매튜 톤
- 달리는 봇짐장수들 - 아브히지난 사르카르 외 1명
- 거북바위 마을 - 샤오 샤오

### 청소년경쟁
- 해제 프로젝트 - 김서윤
- 작은 영화관 - 김정연
- B틀어주세요 - 현수민
- 철야 - 금정윤
- 노는 게 제일 좋아 - 김수현
- 탕자 - 최승민

### 글로벌 비전
- 왜 돼지는 이름을 가질 수 없나요? - 주라 마마굴라쉬빌리
- 툰그루스 - 리시 찬드나
- 두테르테의 지옥 - 애런 굿맨 외 1명
- 극복할거야, 인형들처럼 - 노라 필리프
- 리턴 - 팽-추안 황
- 사그라드는, 사그라들지 않는 - 마농 옷
- 배심원 룰렛 - 엔리코 마이스토
- 유랑하는 사람들 - 아이 웨이웨이
- 격동의 정글에서 - 카롤린느 카펠 외 1명
- 더 발트하임 왈츠 - 루스 베커만
- 미숙한 고독 - 클레르 시몽
- 교황 프란치스코 - 빔 벤더스

### 한국다큐쇼케이스
- 언데이터블 우먼 - 조유경
- 씨스터스룸 - 조하영
- 통금 - 소람
- 사수 - 김설해 외 2명
- 동물, 원 - 왕민철
- 기프실 - 문창현
- 달과 닻 - 방아란
- 시인 할매 - 이종은
- 올 리브 올리브 - 김태일 외 1명
- 호스트 네이션 - 이고운
- 그날, 바다 - 김지영
- 엘리펀트 보이 - 박환성

### DMZ비전
- 북도 남도 아닌 - 최중호
- 담 너머의 남자 - 이네스 몰다브스키
- 아빠가 돌아오시기 전에 - 마리 굴비아니
- 4.25 축구단 - 서민원
- 태권도 통일을 꿈꾸다 - 서민원
- 캐나다 대표단 평양축전에 가다 - 그렉 엘머
- 저주받은 붉은 집 - 필리스 그라애 그란데
- 시간의 화살 - 레일라 코너스 피터슨
- 펀치 볼 - 김영조
- 스르벤카를 부르며 - 네보이샤 슬리예프체비치

### 다큐패밀리
- 꿈꾸는 소년 서퍼 - 옌스 페데르센
- 중력을 이겨낸 소녀 - 옌스 페데르센
- 꽃섬 - 호르헤 푸르타도
- 소년, 도축을 배우다 - 마리옌 프랑크
- 저질 체력 청년의 레슬링 도전기 - 장프랑수아 모제르
- 데스메탈 할머니 - 레아 갤런트
- 알레포에서의 하루 - 알리 알리브라힘
- 난민 이발소 - 이밀리앙 캉세 외 1명
- 전쟁, 그 후 5년 - 사무엘 알바릭 외 2명
- 버터 램프 - 하오웨이 후
- 앤디의 맹세 - 나탈리 크룸
- 말위의 소녀들 - 모니카 코텍카 외 1명
- 엄마의 머리카락 - 마야 아르네클레이브
- 레노와 엔젤피쉬 - 샤미라 라파엘라
- 할머니 표 미트볼 쿠스쿠스 - 로르 프로타
- 울타리 밖의 사람들 - 플라비오 마르체티
- 소년 쉐프 플린 - 캐머런 예이츠
- 아이들, 원숭이 그리고 성 한 채 - 구스타보 살메론
- 파란만장 교사 실습 - 제이콥 슈미트

### 특별기획1: 카메라 앞에 선 적대적 타자, 기억의 외화면
- 용서에 관하여 - 라스 펠드발 피터슨
- 피노체트와 세 장군 - 조제 마리아 베르조자
- 우리의 나찌 - 로베르 크라메르
- 배신의 시간 속에서 - 카르멘 카스틸로 외 1명
- 죽은 자 말이 없다 - 앤 아기온
- 지옥의 지배자 - 리티 판
- 고독한 전쟁 - 다니엘 아르비드

### 특별기획2: 다큐멘터리의 다양한 형태 실험, 어디까지 확장될 것인가
- 2만 나치의 뉴욕 침공 - 마샬 커리
- 노란 옷의 사나이 - 파코 벨레즈 외 1명
- 10미터 플랫폼 - 악셀 다니엘슨 외 1명
- 카탈루냐에서 온 44개의 메시지 - 안나 히랄트 그리스 외 1명
- 다이어리 - 세바스찬 로덴바흐
- 아! 인류여! - 베레나 파라벨 외 2명
- 거듭되는 항거 - 제인 진 카이젠
- 역사의 공백 - 제인 진 카이젠
- 여자, 고아, 그리고 호랑이 - 제인 진 카이젠
- 하나 혹은 여러 개의 산 이야기 - 제인 진 카이젠
- 순환하는 밤 - 백종관
- 밤의 예감 - 백종관
- 레전드 오브 레전드: 퐁텐블로성 - 클레멘트 코지토레
- 레전드 오브 레전드: 쇼베 동굴 벽화 - 필립 메이호퍼
- 레전드 오브 레전드: 아헨 대성당 - 필립 메이호퍼
- 키리바시의 방주 - 마티유 리츠
- 태양의 여전사들 - 크리스찬 스티븐 외 1명

### 클로드란츠만 추모 특별상영
- 네이팜 - 클로드 란츠만
- 네 자매 1 - 클로드 란츠만
- 네 자매 2 - 클로드 란츠만

### DMZ 오픈시네마
- 부에나 비스타 소셜 클럽 - 빔 벤더스
- 고양이 케디 - 제다 토룬
- 니나 시몬 1976 - 몽트뢰재즈페스티벌
- 바나나쏭의 기적 - 지혜원
- 다방의 푸른 꿈 - 김대현

### 아시아 공동제작 프로젝트
- 클레프트 - 하야시 류타
- 평화 이야기 - 웡 치엔윙
- 먼 집 - 저우 이페이 외 1명
- 제 5종 보급품 - 이혜린 외 1명
- 설치는 여자들 - 윤다희 외 1명

### 마스터클래스
- 불타는 시간의 연대기 - 페르난도 E. 솔라나스
- 죽음을 경작하는 사람들 - 페르난도 E. 솔라나스
- 어찌하여 나는 두려움을 극복하고, 아리엘 샤론을 사랑하게 되었는가 - 아비 모그라비
- Z32 - 아비 모그라비

### 내 생애 최고의 다큐
- 라 당스 - 프레더릭 와이즈먼
- 테이크 미 홈 - 이창준
- 위대한 침묵 - 필립 그로닝
- 헬렌의 도전 - 게일린 프레스톤
- 구름 뒤편의 태양 - 리투 사린 외 1명
- 코야니스카시 - 고드프리 레지오
- 프랑스 영화학교 입시 전쟁 - 클레르 시몽
- 디어 평양 - 양영희
- 태양 없이 - 크리스 마르케
- 스시 장인: 지로의 꿈 - 데이빗 겔브